# Euplexia signata
Euplexia signata là một loài bướm đêm trong họ Noctuidae.